# Jerxheim
Jerxheim é um município da Alemanha localizado no distrito de Helmstedt, estado da Baixa Saxônia.
É membro e sede do Samtgemeinde de Heeseberg.